# Cúllar
Cúllar é um município da Espanha na província de Granada, comunidade autónoma da Andaluzia, de área 427 km² com população de 4859 habitantes (2007) e densidade populacional de 11,32 hab/km².

## Demografia
| Variação demográfica do município entre 1991 e 2004 | Variação demográfica do município entre 1991 e 2004 | Variação demográfica do município entre 1991 e 2004 | Variação demográfica do município entre 1991 e 2004 |
| --------------------------------------------------- | --------------------------------------------------- | --------------------------------------------------- | --------------------------------------------------- |
| 1991                                                | 1996                                                | 2001                                                | 2004                                                |
| 5457                                                | 5229                                                | 4929                                                | 4836                                                |